# Lohede
Lohede eller Lo Hede (på tysk Lohheide eller Loheide) er et hedeområde mellem Sorgåen og Rendsborg syd for Slesvig og Dannevirke. Hedeegnen har som grænseslette mellem dansk og tysk ofte været kampplads. Den 28. juli 1261 led den danske hær, i Slaget på Lohede, et stort nederlag her mod Erik Abelsøn, der var hertug af Sønderjylland og de holstenske grever. Margrete Sambiria og hendes søn Erik 5. Klipping blev taget til fange af holstenerne og ført til Hamborg. 1331 slog den holstenske grev Gert her Christoffer 2. Også fra 1813 og 1850 berettes fra forskellige forpostfægtninger på Lohede.
Navnet består af de to ord lo, der betyder lysning og hede. I 1200-tallet hed den Lothethæ. Et lokalt sønderjysk folkesagn beskriver Loheden som heksernes samlingsplads.